# REXX
REXX (REstructured eXtended eXecutor)는 IBM사가 개발한 해석 프로그래밍 언어이다. 배우기 쉬울뿐 아니라 읽기도 쉬운, 구조화된 고급 프로그래밍 언어이다. REXX는 수많은 컴퓨터 운영 체제를 지원하며 컴파일러는 IBM 메인프레임으로 사용할 수 있다. REXX의 경우 상용 버전과 오픈 소스 인터프리터가 둘 다 존재한다.
REXX는 스크립트 및 매크로 언어로 사용되며 데이터와 텍스트를 처리하고 보고서를 만드는 목적으로 종종 사용된다. 펄과 유사성이 있는데, REXX는 공통 게이트웨이 인터페이스(CGI) 프로그래밍과 잘 맞으며 실제로 이 목적을 위해 사용된다. REXX는 OS/2, MVS, VM, 아미가OS와 같은 일부 운영 체제의 주된 스크립트 언어이며 KEDIT, THE, ZOC 터미널 에뮬레이터와 같은 기타 일부 소프트웨어에서 내부 매크로 언어로도 사용된다. 또한, REXX 언어는 REXX 엔진이 설치된 경우 윈도우 스크립팅 호스트 ActiveX 스크립트 엔진 언어를 사용하는 프로그램(VBScript, JScript)의 스크립트 및 매크로에 사용할 수 있다.
REXX는 VM/SP 이상, TSO/E 버전 2 이상, OS/2 (1.3 이상, 공식적으로 Procedures Language/2), 아미가OS 버전 2 이상, PC DOS(7.0 또는 2000), 윈도우 NT 4.0 (리소스 킷: Regina)와 함께 제공된다. OS/2용 REXX 스크립트는 다른 스크립트 언어와 함께 .cmd라는 파일 확장자를 함께 쓰고 있으며 스크립트의 첫 줄은 사용할 인터프리터를 규정한다. REXX를 인지하는 애플리케이션들을 위한 REXX 매크로는 애플리케이션이 정의하는 확장 기능을 사용한다. 1980년대 말에 REXX는 IBM 시스템 애플리케이션 아키텍처용 공통 스크립트 언어가 되었으며, 여기에서 이름이 "SAA Procedure Language REXX"로 변경되었다.
REXX 스크립트나 명령은 CP/CMS와 VM/307의 과거 EXEC 명령 언어 및 VM/SP의 EXEC 2 명령 언어를 REXX이 대체한다는 의미로 종종 "EXEC"를 가리킨다.

## 역사
Rexx는 1979년 3월 20일부터 1982년 중순까지 'own-time' 프로젝트로서, 또 원래는 EXEC와 EXEC 2 언어를 대체할 스크립트 프로그래밍 언어로서, IBM의 마이크 콜리셔에 의해 어셈블리어로 설계되어 처음 구현되었다. 모든 시스템을 위한 매크로나 스크립트 언어가 되도록 설계되었다. 또, Rexx는 PL/I 프로그래밍 언어의 버전을 더 단순하고 더 쉽게 배울 수 있도록 고안되었다.
1981년 텍사스주 휴스턴의 SHARE 56 콘퍼런스에서 대중에게 처음 설명되었다.

## 기능
REXX는 다음의 기능을 제공한다:
- 문자열 기반
- 동적 자료형 (선언이 없음)
- 예약어 없음 (로컬 환경은 제외)
- 다배장 정수
- 부동소수점
- 자체 함수의 고급 선택
- 기억 자료 자동 관리
- 충돌 보호
- 연상 배열
- 시스템 명령과 기능에 직접 접근
- 단순 오류 관리, 자체 추적 및 오류 정정
- 인간의 제한이 거의 없음
- 단순화된 입출력 기능

## 예제
다음은 간단한 계산기를 구현한 것이다.
```
 
X
 
=
 
'input BYE to quit'

 
do
 
until
 
X
 
=
 
'BYE'
 
;
 
interpret
 
'say'
 
X
 
;
 
pull
 
X
 
;
 
end

```

## 같이 보기
- ISPF
- 프로그래밍 언어의 비교